# Лазуткин, Александр Александрович
Александр Александрович Лазуткин (род. 26 июня 1983 года) — белорусский лыжник, участник двух Олимпийских игр, двукратный чемпион Универсиады.
В Кубке мира Лазуткин дебютировал 16 декабря 2003 года, в декабре 2006 года впервые попал в десятку лучших на этапе Кубка мира. Всего на сегодняшний момент имеет 2 попадания в десятку лучших на этапах Кубка мира, 1 в личных гонках и 1 в командных. Лучшим результатом в итоговом общем зачёте Кубка мира, является для Лазуткина 94-е место в сезоне 2006/07.
На Олимпийских играх 2006 года в Турине был 15-м в гонке на 15 км классическим стилем, 52-м в спринте и 40-м в масс-старте на 50 км, кроме того был заявлен в командном спринте, но команда Белоруссии не вышла на старт.
На Олимпийских играх 2014 года в Сочи, стартовал в трёх гонках: 15 км классическим стилем - 49-е место, скиатлон 15+15 км - 55-е место и эстафета - 14-е место.
За свою карьеру принимал участие в пяти чемпионатах мира, лучший результат — 10-е место в командном спринте на чемпионате мира 2005 года, а в личных гонках 31-е место в масс-старте на 50 км на чемпионате мира 2009 года.
Принял участие в соревнованиях по биатлону и лыжным гонкам в рамках зимних Всемирных военно-спортивных игр 2010 года.
Использует лыжи и ботинки производства фирмы Fischer.